# Christelle Gros
Pour les articles homonymes, voir Gros.
Christelle Gros, née le 15 mai 1975 à Oyonnax, est une biathlète française. Déjà membre de l'équipe de France olympiques aux Jeux olympiques d'hiver de 1998 à Nagano, Christelle Gros est présente aux Jeux olympiques d'hiver de 2002 à Salt Lake City et aux Jeux olympiques d'hiver de 2006 à Turin seulement en tant que réserve.

## Biographie
À l'origine Christelle Gros est une fondeuse et commence le biathlon à l'âge de dix-huit ans et au niveau international en 1996. En 1997, elle devient championne de France.
En fin d'année 1997, elle remporte l'unique victoire en relais de sa carrière à Östersund. Plus tard dans l'hiver, elle finit troisième du sprint de Pokljuka, son premier et unique podium individuel dans la Coupe du monde, puis prend part aux Jeux olympiques de Nagano.
Aux Championnats du monde 1999, elle remporte la médaille de bronze au relais avec Delphyne Burlet, Florence Baverel-Robert et Corinne Niogret.
Aux Championnats d'Europe 2001, elle gagne la médaille d'argent sur l'individuel. 
Elle obtient des résultats régulièrement jusqu'en 2007, année de sa retraite sportive. En 2003-2004, elle signe son meilleur classement général en Coupe du monde avec le 18e rang.

## Palmarès

### Championnats du monde
- Championnats du monde de 1999 à Kontiolahti (Finlande) :
  -  Médaille de bronze en relais (France).

### Coupe du monde
- Meilleur classement général : 18e en 2004.
- 1 podium en épreuve individuelle : 1 troisième place.
- 10 podiums en relais : 1 victoire, 3 deuxièmes places et 6 troisièmes places.

### Championnats du monde militaire d'hiver
- Championnats du monde militaire en ski orientation 2010 à Aoste Italie:
  -  Médaille d'or (France)[2]